# 라스트 프라이데이
《라스트 프라이데이》(영어: Jason Goes to Hell: The Final Friday)는 미국에서 제작된 애덤 마커스 감독의 1993년 초자연 슬래셔 영화이다. 존 D. 러메이 등이 출연하였고, 케인 호더가 《13일의 금요일 7: 새로운 살인》(1988), 《13일의 금요일 8: 맨하탄에 나타난 제이슨》(1989)에 이어 제이슨 보히스 역을 연기하였다. 숀 S. 커닝햄 등이 제작에 참여하였다.
속편 《제이슨 X》(2001)로 이어지며, 2003년 나이트메어 시리즈와 크로스오버한 속편 《프레디 대 제이슨》이 개봉하였다.

## 줄거리
전편으로부터 5년 뒤인 2003년. 연방수사국(FBI) SWAT팀이 크리스털 레이크에서 유탄 발사기로 제이슨 보히스를 죽인다. 영안실에서 제이슨을 감식하던 검시관 필은 제이슨에게 홀려 그의 심장을 삼키고 제이슨의 그릇이 되어 사람들을 죽이다가 제이슨의 심장을 다시 토해 내고 입을 통해 경찰관 조시에게 옮긴다.
현상금 사냥꾼 크레이턴 듀크는 제이슨의 혈육만이 그를 죽일 수 있으며, 제이슨이 빙의되는 일반인들의 몸은 곧 썩게 되지만 그가 혈육에게 빙의된다면 아예 부활할 것임을 알게 된다. 제이슨의 혈족으로는 이복 여자 형제인 다이애나, 다이애나의 딸인 제시카, 제시카와 스티븐 프리먼의 딸인 유아 스테퍼니가 있다.
조시/제이슨은 다이애나에게 심장을 옮기려고 하지만 스티븐이 이를 막자 다이애나를 그냥 죽여 버린다. 다이애나 살인 혐의로 잡힌 스티븐은 듀크에게서 제이슨이 제시카를 노린다는 얘기를 듣자 제이슨보다 앞서 제시카를 만나기 위해 탈출한다. 그러나 스티븐과 제시카는 딸 스테퍼니가 매개일 뿐 사이가 좋지 않고, 스티븐은 제시카를 설득할 증거를 찾으려고 버려진 보히스가 집을 찾아갔다가 제시카와 교제 중인 타블로이드 텔레비전 기자 로버트 캠벨이 시청률을 위해 영안실에서 다이애나의 시체를 훔쳐 냈다고 통화하는 걸 엿듣는다. 조시/제이슨이 이 집으로 오고, 이번엔 제이슨이 로버트의 몸으로 옮겨간다. 제이슨이 빠져나온 조시의 살은 녹아내린다.
로버트/제이슨이 제시카에게 빙의를 시도하지만 스티븐이 쫓아와 이를 저지한다. 스티븐의 말을 믿지 않는 제시카는 홀로 경찰서에 가고, 로버트/제이슨은 제시카를 추격해 와 서내 경관들을 모조리 죽여 버린다. 로버트/제이슨은 다시 제시카의 몸을 노리지만 뒤늦게 따라온 스티븐이 이를 막아낸다. 둘이 경찰서를 빠져나온 뒤 스테퍼니를 보호하고 있다는 듀크의 쪽지를 발견한 제시카는 스티븐을 두고 홀로 보히스가 집에서 듀크를 만나 스테퍼니, 그리고 제이슨을 영원히 죽게 만들 수 있다는 단검을 전해 받는다.
보안관 랜디스와 경찰관 랜디가 보히스가 집에 나타난다. 둘 중 누가 새로운 제이슨인지 몰라 우왕좌왕하던 제시카는 랜디스를 찌른 뒤 단검을 놓쳐 버린다. 랜디/제이슨은 스테퍼니를 통해 재탄생하려고 준비하지만 마침 스티븐이 등장해 마체테로 죽여 버린다. 랜디의 목을 찢고 나온 악령 제이슨은 지하실에 있던 다이애나의 시체로 들어가 다시 온전한 신체로 부활한다.
듀크가 제이슨의 주의를 돌리다가 살해된 후 제시카는 단검을 재확보해 제이슨의 가슴을 찌른다. 그가 죽여온 영혼들이 하나씩 하늘을 향해 튀어 나간 뒤 바닥에서 지옥의 손길이 올라와 제이슨을 잡아당긴다. 후에 제이슨의 가면이 흙바닥 위에 놓여 있는 장면이 클로즈업되다가 프레디 크루거의 손이 튀어나와 웃음소리와 함께 이를 다시 지옥으로 갖고 가면서 영화가 끝난다.

## 출연진
- 케인 호더 - 제이슨 보히스 / 프레디 크루거 역
- 존 D. 러메이 - 스티븐 프리먼 역
- 캐리 키건 - 제시카 킴블 역
- 스티븐 윌리엄스 - 크레이턴 듀크 역
- 앨리슨 스미스 - 비키 역
- 에린 그레이 - 다이애나 킴블 역
- 스티븐 컬프 - 로버트 캠벨 역
- 러스티 슈위머 - 조이 B. 역
- 레슬리 조던 - 셸비 B. 역
- 빌리 그린 부시 - 에드 랜디스 보안관 역
- 앤드루 블록 - 조시 역
- 킵 마커스 - 랜디 파커 역
- 리처드 갠트 - 검시관 필 역
- 애덤 크래너 - 워드 B. 역
- 줄리 마이클스 - FBI 요원 엘리자베스 마커스 역
- 딘 로리 - 검시관보 데이브 역
- 미셸 클루니 - 데버라 역
- 마이클 B. 실버 - 루크 역

## 기타 제작진
- 배역: 데이비드 지엘라
- 특수 효과: KNB EFX 그룹